# Andreas Leitner (Basketballspieler)
Andreas Leitner (* 14. April 1975 in Oberwart) ist ein österreichischer Basketballfunktionär und ehemaliger -spieler.

## Laufbahn
Leitner, ein 1,78 Meter großer Aufbauspieler, spielte ab 1993 und bis 2003 für die Oberwart Gunners in der Basketball-Bundesliga. Als Mitglied der österreichischen Nationalmannschaft nahm er unter anderem an der Europameisterschaftsqualifikation 1999 teil. Er bestritt insgesamt 25 Länderspiele.
Nach dem Ende seiner Spielerzeit übernahm er 2003 das Amt des Managers in Oberwart, 2010 wurde er zusätzlich geschäftsführender Vizepräsident des Vereins. Er absolvierte ein Studium in den Fächern Geschichte und Germanistik und war ab 2008 neben seinen Aufgaben bei den Oberwart Gunners in Oberschützen als Gymnasiallehrer (Bundesgymnasium Oberschützen) beschäftigt.
Im April 2017 endete Leitners 13-jährige Manager-Tätigkeit für die „Gunners“, er wechselte ins Kabinett von Sportminister Hans Peter Doskozil, wo er für Spitzensportbelange zuständig wurde, verblieb jedoch als Vizepräsident im Vereinsvorstand der Oberwart Gunners.